# Zofia Bawarska
Zofia Bawarska (ur. 1376 w Monachium, zm. 26 września 1425 w Preszburgu) – królowa Niemiec i Czech, córka księcia Bawarii-Monachium Jana II i Katarzyny z Gorycji, córki hrabiego Meinharda VI z Gorycji.

## Życiorys
Wychowywała się w Landshut, na dworze swojego stryja, księcia Fryderyka Mądrego. W 1388 r. towarzyszyła mu w jego podróży do Pragi, gdzie zadecydowano o jej małżeństwie z królem Niemiec i Czech Wacławem IV Luksemburskim (26 lutego 1361 – 16 sierpnia 1419), synem cesarza Karola IV i Anny, córki księcia świdnickiego Henryka II.
Ślub odbył się w Pradze 2 maja 1389 r. Udzielał go biskup Jan z Kamieńca. Wacław znajdował się wówczas w konflikcie z arcybiskupem Janem z Jenštejna, co sprawiło, że Zofia nie została ukoronowana na królową Czech. Zofia była drugą żoną Wacława (pierwsza, Joanna Bawarska, zmarła w 1386 r.). Małżonkowie nie mieli razem dzieci.
Nowa królowa próbowała pogodzić Wacława z arcybiskupem, ale bez efektu. Na swoją koronację musiała poczekać do 15 marca 1400 r., kiedy to koronował ją nowy arcybiskup Olbram ze Škvorce. Zofia była kobietą urodziwą i wesołą. Miała również zmysł gospodarczy. W 1393 r. przejęła część dóbr po zmarłej właśnie cesarzowej-wdowie Elżbiecie Pomorskiej i, rozsądnie gospodarując, powiększyła swój majątek. Była również protektorką Jana Husa i była słuchaczką jego kazań.
Jej mąż zmarł w 1419 r., niedługo po I defenestracji praskiej, która oznaczała początek wojen husyckich. Wacław nie pozostawił po sobie potomstwa. Zofia popierała sukcesję swojego szwagra, króla Węgier Zygmunta. Ta kandydatura nie cieszyła się jednak poparciem Czechów. Niedługo po śmierci męża Zofia opuściła Pragę i schroniła się na dworze Zygmunta. Szwagier próbował ją jeszcze wydać za mąż, a jednym z kandydatów był Władysław II Jagiełło. Posagiem Zofii miał być Śląsk. W planach Zygmunta to małżeństwo miało odwieść Jagiełłę od planów uzyskania korony czeskiej. Na małżeństwo to wyraziły zgodę stany Korony, ale ostatecznie wielki książę Witold przekonał Władysława, aby nie żenił się z Zofią.
W 1422 r. Zofia przeniosła się do Preszburga (dziś Bratysława), gdzie zmarła w 1425 r. Została pochowana w kościele św. Marcina.

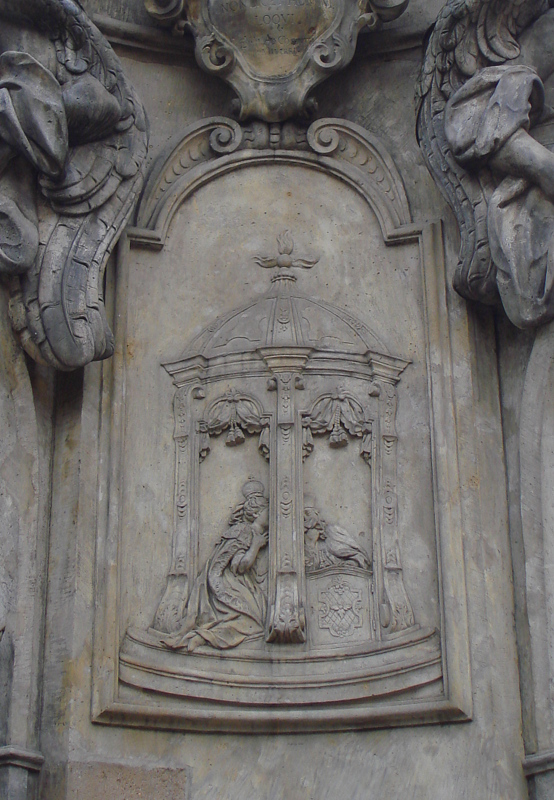
Wrocław, Ostrów Tumski, pomnik św. Jana Nepomucena, relief na cokole pomnika, spowiedź królowej Zofii

Legenda łączy Zofię z męczeństwem świętego Jana Nepomucena, który miał być torturowany i zabity chroniąc tajemnicy spowiedzi, a konkretnie tego co wyznała mu na niej królowa.  W rzeczywistości wikariusz generalny arcybiskupstwa praskiego nie był nigdy spowiednikiem Zofii, a zginął z powodu wplątania się w rozgrywki polityczne pomiędzy arcybiskupem praskim a porywczym Wacławem IV.  Legenda o męczeństwie za tajemnicę spowiedzi pojawiła się kilkadziesiąt lat po śmierci Jana w 1393 r. i prawdopodobnie oparła się na pogłoskach sugerujących romans królowej z ochmistrzem jej dworu Jírą z Roztok.